# Francisco León (Chiapas)
Francisco León est une municipalité du Chiapas, au Mexique. Elle couvre une superficie de 114,3 ou 210,8 km2 et compte 7 430 habitants en 2015.